# 死後変化
死後変化（しごへんか、英: postmortem changes）は、動物が死んだ後に示す現象の総称。死体現象とも呼ばれる。

## 用語
代表的な死後変化を死徴といい、死冷、死斑、死後硬直（死強）、死臭がある。その他、自己融解、死後凝血、腐敗、乾燥などもみられる。
この変化は生前の状態、死因、死後の経過時間、死体周囲の環境により異なる。病理解剖においては死後変化と病変の区別が必要である。
1. 自己融解とは細胞や組織が自身に含まれる酵素によりタンパク質、脂質、糖質などを分解して軟らかくなる現象。
2. 死冷とは体温が外界の温度まで低下する現象。
3. 死後硬直とは筋肉内のATPの減少によりアクチンとミオシンの解離が起こらなくなり、筋肉が硬化、短縮する現象。
4. 死斑とは血液が重力により下方の静脈や毛細血管に充満し、皮膚が紫赤色ないし暗赤色に着色する現象。
5. 巨人様観とは、死後の腐敗で発生したガスによって体が巨大化し、青鬼や赤鬼のようになる現象である[3][4]。鑑識では、遺体の皮膚が時間経過で青→赤→黒と変化することから、それぞれ青鬼・赤鬼・黒鬼と呼んでいる[5]。

## 死後に見られる現象
まず、心拍が停止した時点を死亡時間とし、その後見られる現象は以下の通りである。死亡後に見られる明らかな変化の多くは、血流の停止によってもたらされる。

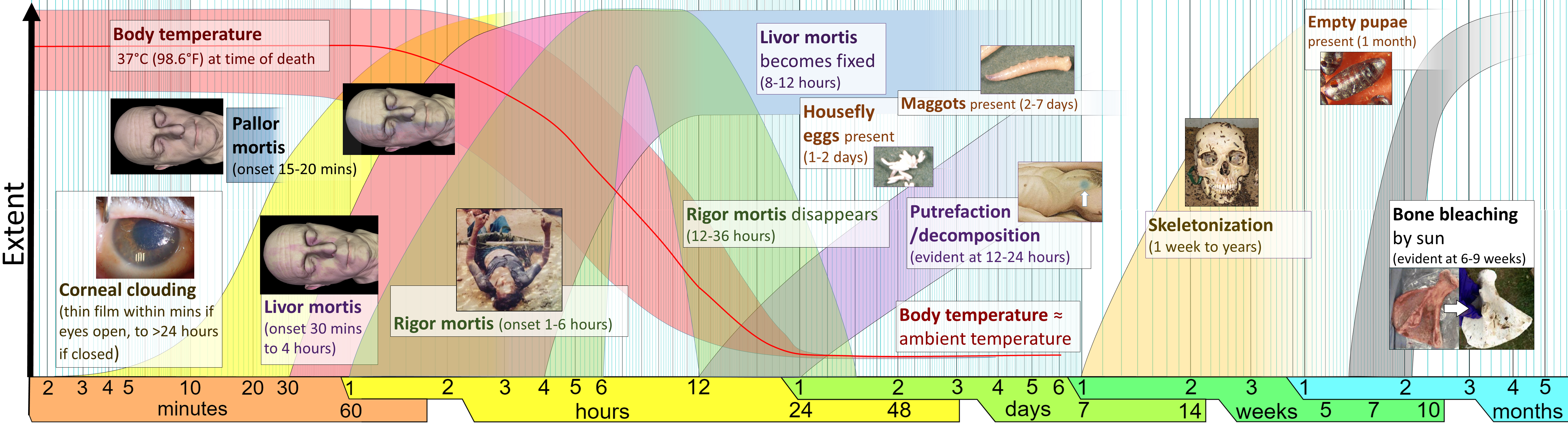
死後変化の経過解説図

まず、体表温度が速やかに室温に近づいていく。死後、体芯温度は体表温度と異なり、緩やかに気温に近づく。多くの場合、気温は体温より低いため、低下する（死冷）。体温の低下速度は、死亡時の体温や死体の大きさ、環境や着衣など、いくつかの要因によって変化する。
周囲の湿度が低い場合、指尖、鼻尖等の突出部位から速やかに乾燥し皮膚の収縮がみられ、ミイラ化が始まる。生理学的には、血流停止後、酸素の供給が途絶えた全身の細胞の内、神経細胞などの脆弱な細胞から、数分以内に不可逆的な変化が始まり、最後に筋繊維などの一番疎血に強い細胞が死滅する。末梢の、上皮など血液以外から酸素を得られる細胞では血流の停止による水分の不足(乾燥）、電解質の異常などを原因に細胞死が始まる。乾燥から免れ、周囲の空気から何とか酸素が供給されている場合、毛根などの細胞はしばらく生存する可能性もあるが、死体の髭や髪が伸びると言われる場合、多くは表皮の乾燥による収縮のため、毛髪がより露出して見えることによる錯覚であるとも言われている。また、まばたきが行われないため、角膜の乾燥、角膜の細胞死による蛋白の変性による白濁が速やかに進行する。
また、哺乳類では、死体が腐敗するより前に死後硬直が始まる。死体硬直の発現までの時間とその持続期間は、死亡時の筋肉の温度と気温に影響を受ける。死体硬直は通常、死の2-4時間後に始まり、筋肉はこの過程で、筋原繊維内にあるATPの減少と乳酸アシドーシスのため、徐々にこわばっていく。死後9-12時間経過すると、筋原繊維の機能が失われるため死体硬直は解除される。死後硬直中に他動的に関節を屈伸させると死後硬直は解除される。また気温が十分に高ければ、死体硬直は起こらない。
もう一つの死後の反応に死斑がある。死後、溶解酵素が漿膜から放出され、フィブリノゲンの溶解性分解を引き起こす。血管内の血液の内、血漿はこの過程で死後30-60分以内は永久に非凝固性（血清に近い状態）になる。重力による血の貯留（沈下）により局所の皮膚色の特徴のある変化をもたらす。死斑は死体の体重を支えている位置には形成されず、その周囲からでき始める。死斑は死後2時間以内に発現、最初は圧迫により消退するが、次第に固定され、強い圧迫によっても消退しないようになる。また、途中で姿勢（体位）を変えると、死斑の位置も移動する。その後、周囲の温度によるが、概ね8-12時間で固定、以後体位による移動は見られない。死斑の色は死因と環境で異なる。寒冷死の場合、死斑は鮮紅色を呈する。また、練炭による自殺などで見られる一酸化炭素中毒死の死斑も、特徴的な鮮紅色を呈する。死斑の広がりは、死体の表面にかかる圧力によって異なる。死斑は、皮下の血液によるため、大量出血、または、重症の貧血があった場合は、ほとんど見られないことがある。
次に、周囲の温度によるが、概ね半日後に胆嚢から胆汁が腹腔内に漏出、腹部に緑色斑が出現すると、次第に拡大する。また、特に夏季など温暖な季節では、山林、またはハエが多い場所では、死亡後直ちにハエが体表に産卵すると、産卵後わずか数時間で孵化、ハエの幼虫による食害が始まる。

## 死体の分解
死体の分解は、実際には周辺の環境しだいで多種多様な経過を辿るが、概念的には以下の段階を経て推移する。
1. 自己分解 (autolysis)：死体の「自己消化」は体内の酵素の働きによって進む。構造の完全性を失った細胞膜からは溶解酵素が放出され、高分子と残った細胞膜を変性させる。自己分解は、最も代謝が活発な細胞である分泌細胞と大食細胞から始まる。
2. 腐敗 (putrefaction)：嫌気性細菌による残された細胞の消化。自己分解の最終段階では、好気性の環境が死体内で確立される。これは、嫌気性菌の成長に有利に働く。これら嫌気性菌の大部分は内生の腸内細菌であるが、一部は外因性の土壌細菌である。これらのバクテリアは死体内の炭水化物、蛋白質、脂質を分解、酸とガスを生成して、死体の変色、臭気、膨張、液化を引き起こす。腐敗の進行速度は湿気や気温の影響を受ける。
3. 腐朽 (decay)：好気性バクテリアと真菌による残された細胞の消化。腐敗の最終段階では液状の腐敗物が流出、軟部組織は縮小する。残った組織は比較的乾燥した状態にある。腐朽の特徴は好気性微生物による蛋白質のゆっくりとした分解であり、これにより硬組織だけが残った死体は白骨化する。
4. 分解 (diagenisis)：硬組織である骨と歯の分解。バクテリア、藻、菌類などの微生物は、生理的経路をたどるか、骨質を透過することによって、骨に侵入する。骨質の透過は、酸性代謝物質と酵素の代謝物質の排出によって達成される。特徴ある非生理的経路を生成することから、「穿孔経路」と呼ばれる。微生物の進入によって有機骨基質は化学分解される。その結果生じた代謝物質は、周囲にある無機物基質を破壊する。また、結晶質のリン酸カルシウムからなる無機物基質の分解は、環境中の化学要因に影響を受ける。酸性の環境は、部分的な骨の鉱物質消失に至る、リン酸カルシウムの溶解をもたらすと、また部分的に本来よりもかなり大きく、より水溶性のある分子に再結晶化する。これら微生物と環境の働きによって、微小構造が分解される。

## 腐敗分解過程

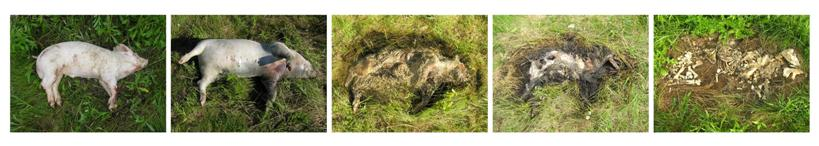
Decomposition stages

腐敗分解過程（decomposition stages）は5段階に分類される。死から3日目辺りを医学的には、「新鮮期（fresh）」と呼び、体内にガスが発生し、「膨張期（bloat）」に入る。死後10日以上を過ぎると、体内に充満したガスや水分などが体外に噴出し、その後、本格的な腐乱＝「腐乱期（腐朽期とも。decay stage）」が始まる。この段階はさらに二つに分けられ、腐朽促進期（腐乱期とも。active decay）と高度腐朽期（後腐乱期とも。advanced decay）と呼ぶ。腐乱期は本来の体重から2割ぐらい減少し、後腐乱期ではさらに腐乱が進み、総量1割に減少した状態になる。数ヵ月から数年経つと白骨化し、これを「乾燥期」ないし「白骨期」（dry/skeletonized）」と呼ぶ。